# Einheitsbahnhof (Württemberg)

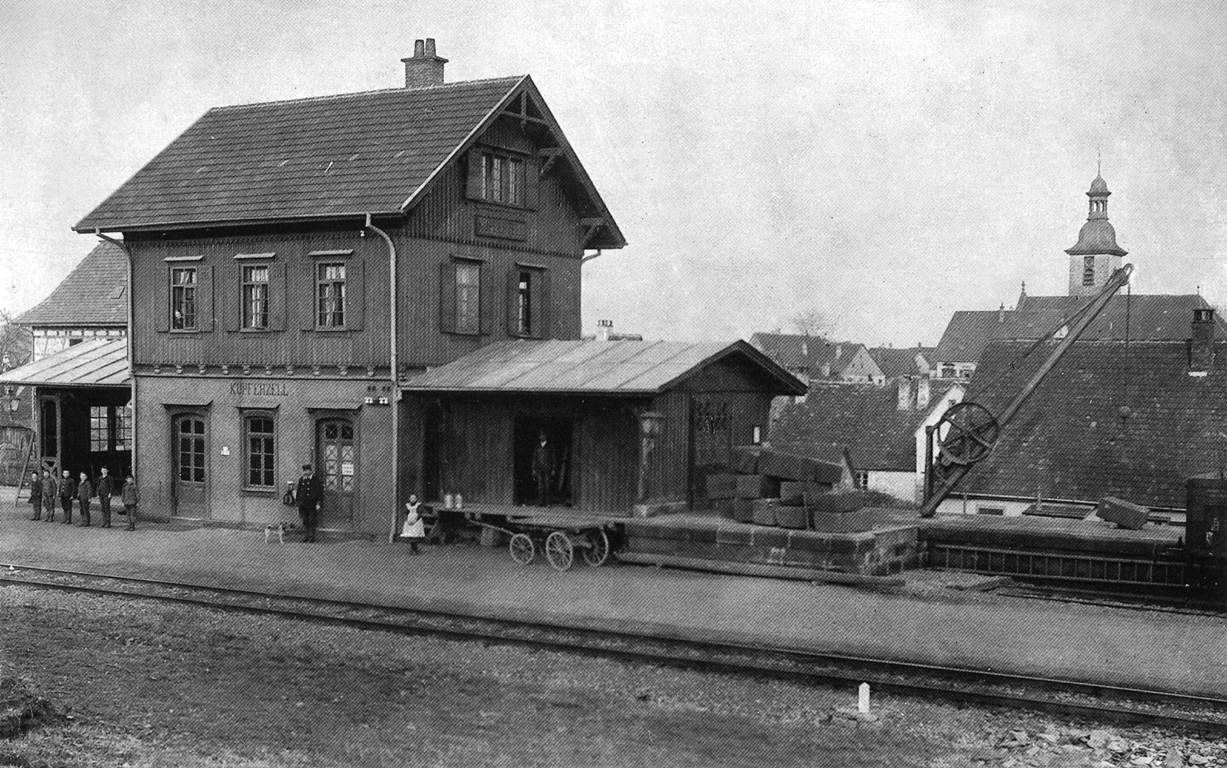
Gleisseite des Bahnhofs von Kupferzell (Typ IIa), Aufnahme von 1895

Einheitsbahnhof war die Bezeichnung für ein genormtes Bahnhofsempfangsgebäude, das die Königlich Württembergischen Staats-Eisenbahnen (KWStE) vorwiegend für Nebenbahnen erbaute. Von 1892 bis etwa 1903 entstanden landesweit 59 Bauten in drei verschiedenen Varianten.

## Geschichte

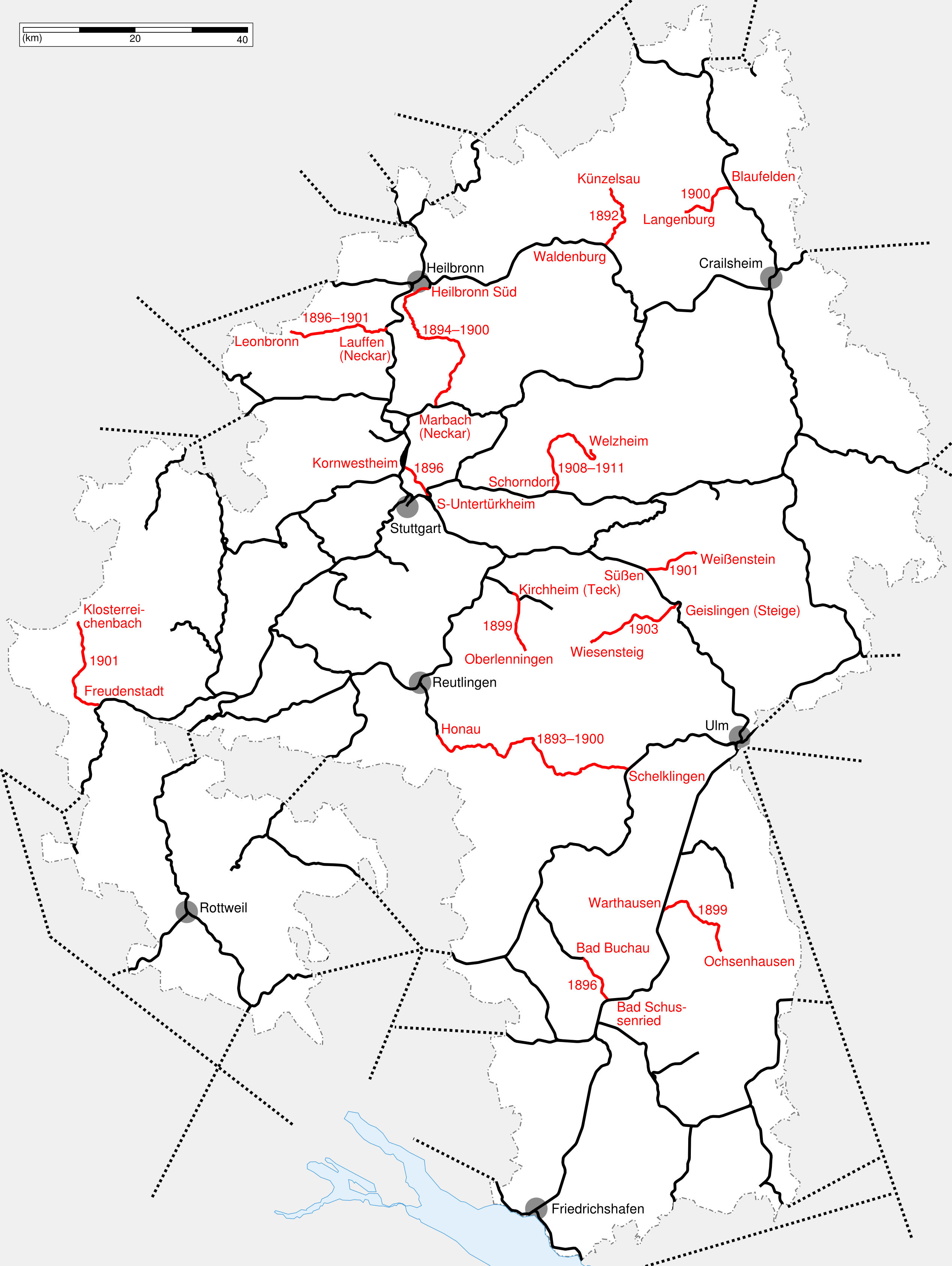
Eröffnungsabschnitte des württembergischen Staatsbahnnetzes mit Einheitsbahnhöfen (rot markiert, Ausbaustand 1920)

In Württemberg gedachte der Staat zunächst, den Bau von Nebenbahnen privaten Initiativen zu überlassen. Nachdem nur wenige Unternehmen diese Möglichkeit aufgriffen, kam es erst 1887 zum Gesetz für den Bau der ersten staatlichen Nebenbahn von Schiltach nach Schramberg. Die Strecken Nagold–Altensteig, Reutlingen–Honau und Waldenburg–Künzelsau folgten bald darauf. Da die Mittel des Staats für den Streckenbau begrenzt waren und er die finanzielle Unterstützung der meist wenig begüterten Anliegergemeinden einforderte, galt das Gebot der Sparsamkeit unter anderem auch für die Bahnhofsbauten.
Bei den Strecken Schiltach–Schramberg (eröffnet Oktober 1892), Nagold–Altensteig (eröffnet Dezember 1891) und Reutlingen–Honau (eröffnet Juni 1892) entstanden noch individuelle Bahnhofsbauten. Die im Oktober 1892 eröffnete Strecke Waldenburg–Künzelsau war die erste, bei der die KWStE aufgrund des Kostendrucks dazu überging, die Bahnhofsgebäude zu normieren. Im Gegensatz zu den ähnlichen Bauten der Strecke Reutlingen–Honau waren die Einheitsbahnhöfe schlichter gestaltet, so entfiel beispielsweise das Krüppelwalmdach zugunsten eines Satteldachs.
Bis ungefähr 1903 kam der württembergische Einheitsbahnhof auf allen neu erbauten Nebenbahnen der KWStE bei vielen Bahnhöfen zur Anwendung, danach noch einmal 1908 beziehungsweise 1911 auf der Wieslauftalbahn in Rudersberg und in Welzheim. Er war der einzige landesweit identisch erbaute Bahnhofstyp. Spätestens zu Beginn des 20. Jahrhunderts galt der Einheitsbahnhof mit seinem Chaletstil mit dem aufkommenden Heimatstil als nicht mehr zeitgemäß. Zudem nahm die KWStE bei den später erbauten Bahnhofsbauten verstärkt Rücksicht auf regionale Architekturelemente, so dass gleiche Typen nur noch entlang einer Strecke entstanden.
Der einzige für eine Hauptbahn erbaute Einheitsbahnhof befindet sich in Stuttgart-Münster an der Güterumgehungsbahn Stuttgart-Untertürkheim–Kornwestheim. Die private Filderbahn-Gesellschaft erbaute ihre Bahnhofsgebäude zwischen Möhringen und Neuhausen auf Grundlage dieses Typs und wandelte ihn nur leicht ab.
Nachdem das Bahnhofsgebäude von Kupferzell an der Kochertalbahn, bei dem es sich wahrscheinlich um den ersten Einheitsbahnhof überhaupt handelt, nicht mehr benötigt wurde, wurde es von 1989 bis 1990 in das Hohenloher Freilandmuseum Wackershofen transloziert und 2000 am neuen Haltepunkt „Wackershofen“ der Bahnstrecke Crailsheim–Heilbronn wiedereröffnet. Dort kann es heute in originalgetreu restauriertem Zustand besichtigt werden.

## Typen und Ausstattung

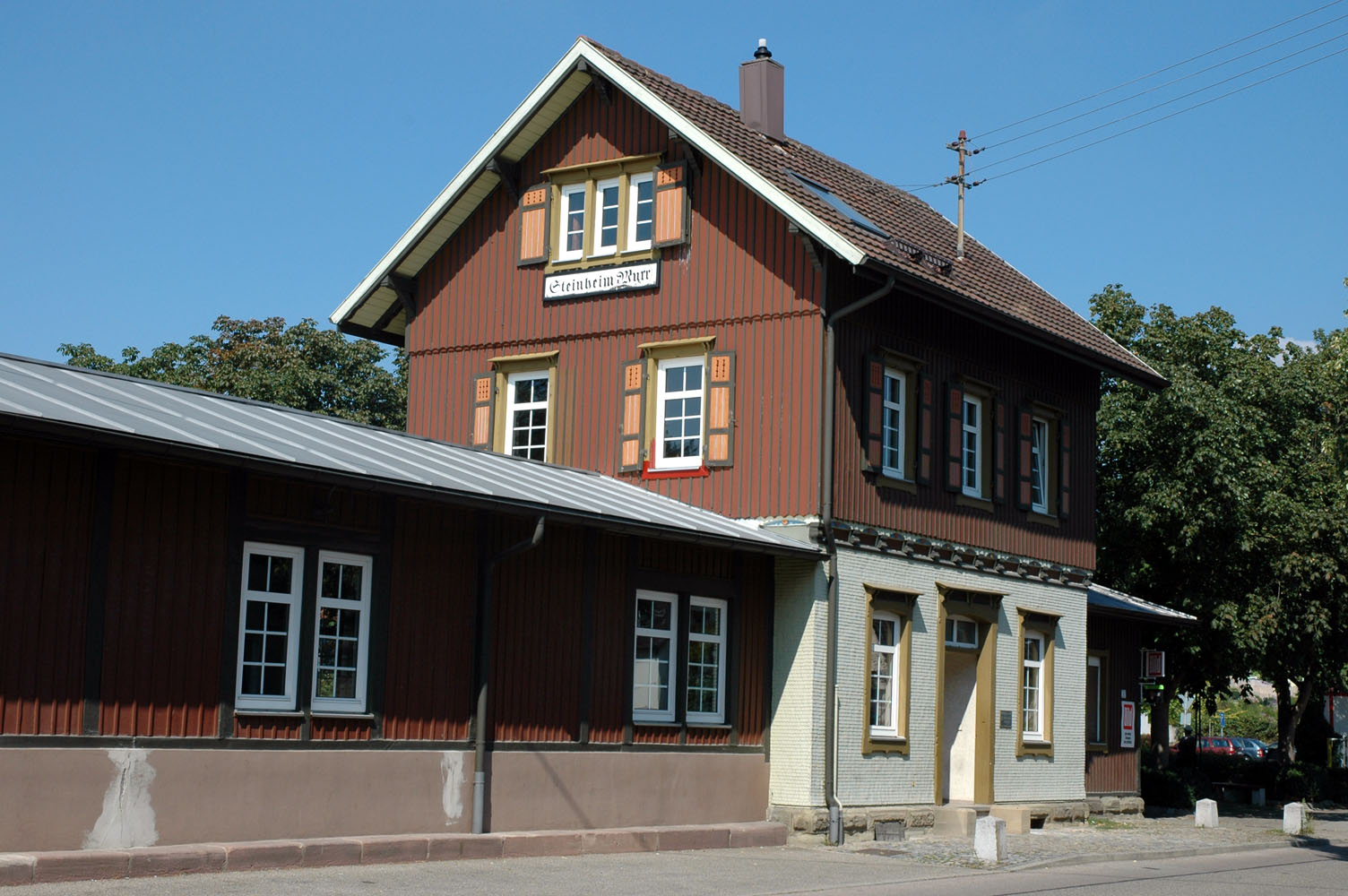
Typ IIa (in Steinheim an der Murr)

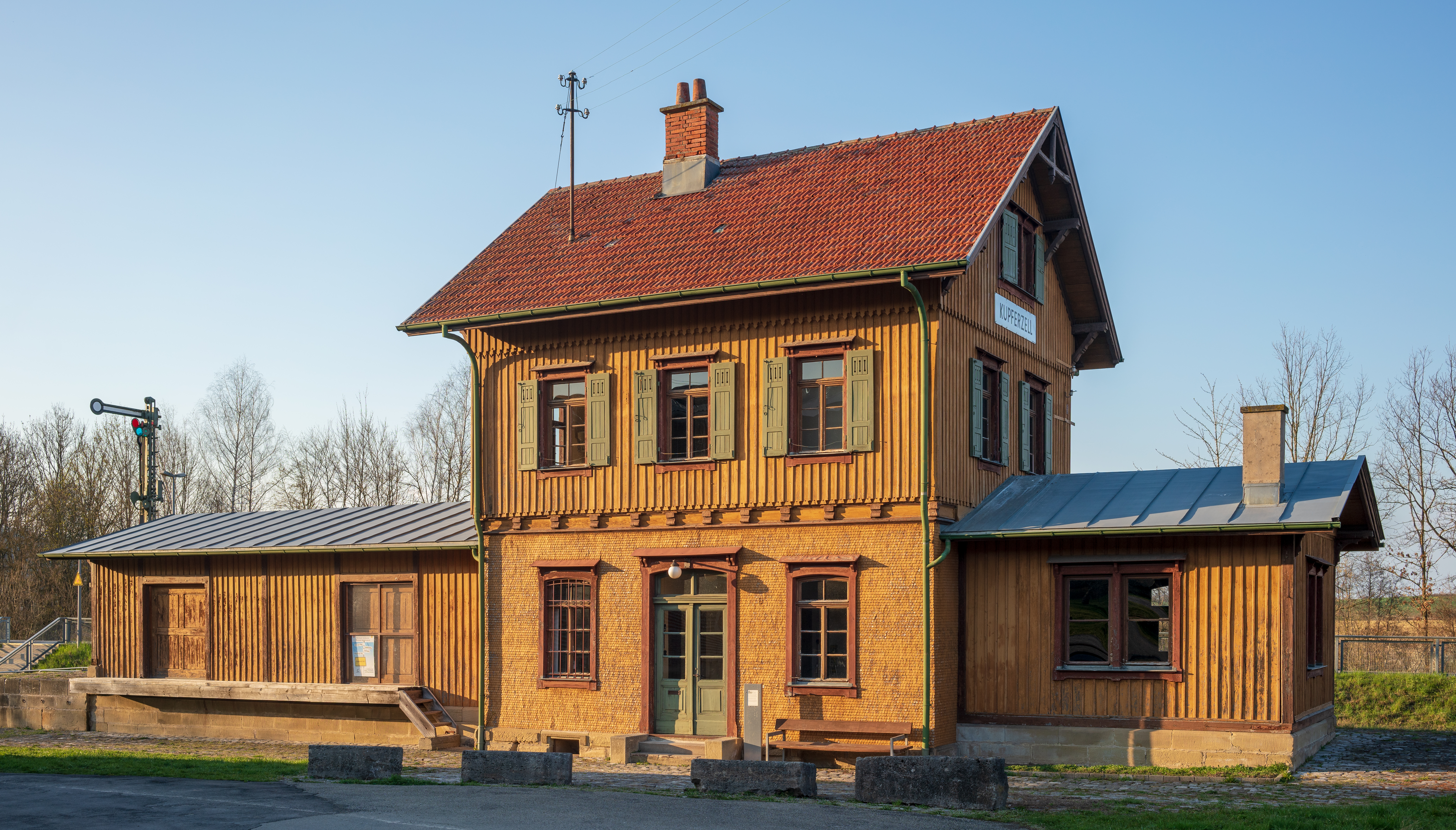
Typ IIa aus Kupferzell im Freilandmuseum Wackershofen

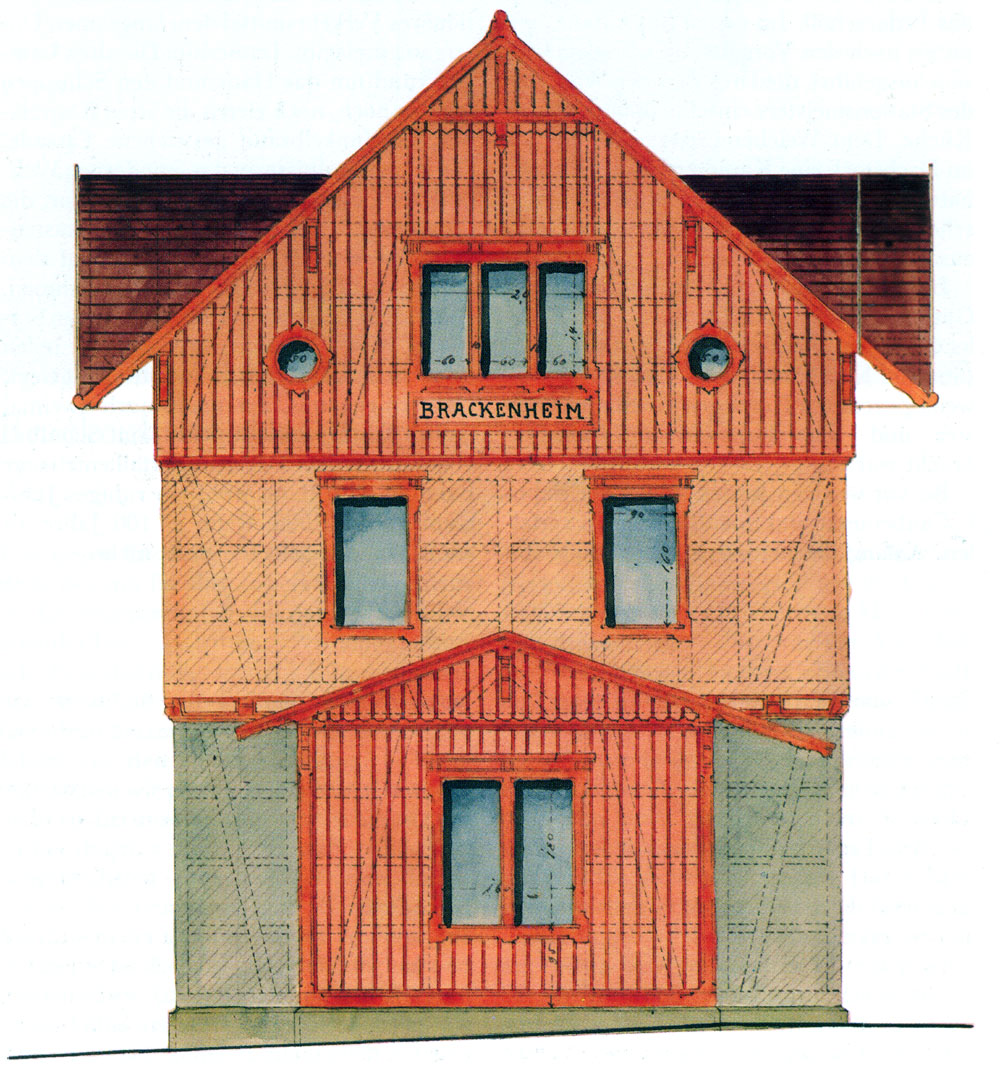
Typ IIIa (in Brackenheim), Plan von etwa 1896

Die Bauten entstanden je nach Bedeutung des Bahnhofs in drei unterschiedlich großen Typen (I, IIa, IIIa), wobei bei den größeren später jeweils eine gestreckte Variante entwickelt wurde (IIb, IIIb). Der Typ stand nicht unmittelbar in Zusammenhang mit der Rangklasse des Bahnhofs, meist kamen die Typen I und II für die Bahnhofsklasse IV („Haltestelle“) und der Typ III für die Klasse III („Station“) zur Ausführung. Allen gemeinsam ist der Mittelbau, an den zur einen Seite hin der Güterschuppen und zur anderen Seite hin meist eine offene Wartehalle angebaut wurde.
- Der Typ I („Dienstgebäude ohne Wohnung“) war einstöckig, acht Meter lang, sieben Meter breit und verfügte über Dienstraum, einen Warteraum und einen kleinen Eingangsraum mit Fahrkartenausgabe.
- Der Typ IIa („Dienstgebäude mit einer Wohnung für den Vorstand“) war zweistöckig (+Dachgeschoss), 8,5 Meter lang und sieben Meter breit. Im Erdgeschoss gab es den Dienstraum, einen Warteraum und Eingangsraum mit Fahrkartenausgabe. Die knapp bemessene Dienstwohnung für den Bahnhofsvorstand erstreckte sich über das erste Obergeschoss und das Dachgeschoss. Der größere Typ IIb war mit zehn Metern länger und verfügte in der Länge über vier anstatt drei Fenster.
- Der Typ IIIa („Dienstgebäude mit je einer Wohnung für den Stationsmeister und einen verheirateten Wärter“) war ebenfalls zweistöckig, maß aber in der Länge elf Meter und in der Breite acht Meter. Das Erdgeschoss verfügte neben dem Eingangs- und dem Dienstraum über separate Warteräume der 2. und der 3. Klasse. Im ersten Obergeschoss lag die Wohnung des Bahnhofsvorstands, dem zusätzlich im Dachgeschoss ein Raum zur Verfügung stand. Die weiteren Räume im Dachgeschoss waren für einen Wärter vorgesehen. Der größere Typ IIIb war mit 12,5 Meter länger und verfügt meist über Doppelfenster. Besonderes Merkmal des Typ III sind die paarweise angeordneten bullaugenartigen Fenster an der Giebelseite des Dachgeschosses.

Die Fundamente der Einheitsbahnhöfe ruhen bereits auf einem Betonsockel. Der Sockel des Gewölbekellers wurde mit behauenen Werksteinen verblendet. Das Erdgeschoss und das erste Stockwerk entstanden in ausgemauerter Fachwerkbauweise und wurden mit Holz verkleidet. Das Dach bedecken Doppelfalzziegel. Der ursprüngliche Anstrich bestand vermutlich in der Regel aus hellen und dunklen Braun-Tönen, wobei die Deutsche Bundesbahn oft bei einem Neuanstrich zu blau-grauen Tönen überging, wie beispielsweise in Marbach an der Lauter, Oberstenfeld oder Maselheim. Die Einrichtung der Bahnhöfe, wie Uhren, Öfen und Möbel, entstand aus Normalien in Massenproduktion. Für die Beleuchtung kam von Anfang an elektrisches Licht zum Einsatz.
Die Wartehalle misst fünf mal fünf Meter. Sofern der Bahnhof noch in Betrieb war, wurde die Halle meist durch ein modernes Wartehäuschen ersetzt. Lediglich von Owen und Unterlenningen ist eine Nutzung bis in die heutige Zeit überliefert. Der Güterschuppen der Typen I und II ist 5,8 Meter breit, beim Typ III sind es 6,4 Meter. Die Länge variiert stets in Abhängigkeit vom erwarteten Frachtaufkommen, oft musste der Schuppen nachträglich verlängert werden. Wartehalle und Güterschuppen entstanden in verbretterter, nicht vermauerter Fachwerkbauweise, die Dächer wurden mit Zinkblech gedeckt. Zu den Bahnhöfen gehörte jeweils ein standardisiertes Abtrittgebäude, das aus hygienischen Gründen entfernt vom Empfangsgebäude lag. Hier befand sich auch die nach Dienst- und Privatholz getrennte Holzlege. Bei den bewohnten Typen II und III gab es immer einen Nutzgarten für das Bahnpersonal.

## Stil

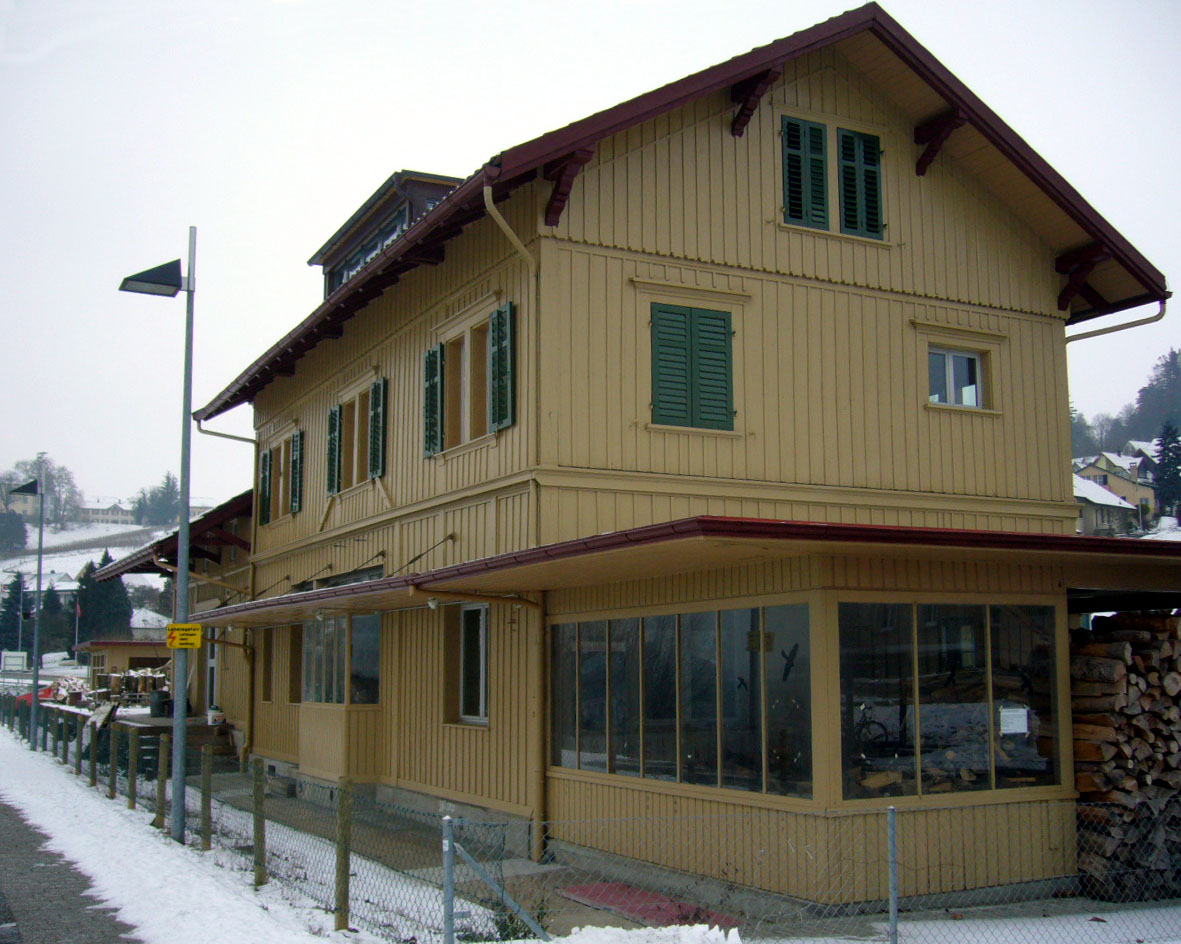
Bahnhof in Mannenbach-Salenstein, Kanton Thurgau (Januar 2009)

Die württembergischen Einheitsbahnhöfe verfügen außen über eine Bretter-Verschalung und Schindeln, wobei letztere nur bei den Typen II und III für das Erdgeschoss zum Einsatz kamen. Die Fassungen der Türen und Fenster sowie die Enden der Sparren und der Dachbalken sind verziert. Charakteristisch ist das weit hervorragende Gebälk.
Die Bauten vermitteln mit ihrem sparsamen und rustikalen Erscheinungsbild weniger die meist historistisch geprägte Bahnhofsarchitektur der 1890er Jahre, sondern eher den Chalet- oder Landhausstil der 1870er Jahre, der den Architekten vermutlich für ein ländliches Bahnhofsgebäude angemessen schien. So ähnelt der Einheitsbahnhof älteren Bahnhöfen im Alpenvorland, beispielsweise dem 1875 eröffneten Mannenbacher Bahnhof an der Seelinie im Schweizer Kanton Thurgau.
Zum Zeitpunkt der Erbauung galt der Typus wohl bereits als veraltet, spätestens aber mit dem Aufkommen des verspielteren Heimatstils Anfang des 20. Jahrhunderts.

## Im Modell
Die meistgebauten Typen IIa und IIIa fanden ihren Weg in das Programm der Modelleisenbahn-Hersteller: Kibri bietet den Typ IIa als „Bahnhof Unterlenningen“ in Nenngröße N und als „Bahnhof Dettingen“ in Nenngröße H0. Von Faller gibt es den Typ IIIa in N und H0 als Modell des Güglinger Bahnhofs und seit 2022 den Typ IIa in H0 in Form des Bahnhofs Gomadingen. Die Firma Noch bietet in Zusammenarbeit mit Toppmodell einen Bausatz des Honauer Bahnhofs, des Vorläufers des Typs III, als H0-Modell an. Toppmodell bot ebenso Bausätze des Typs I als Kleinbottwar und Haag. Das Unternehmen Busch hat einen Lasercut-Bausatz des Empfangsgebäudes Kupferzell ins Programm aufgenommen.

## Liste der Einheitsbahnhöfe

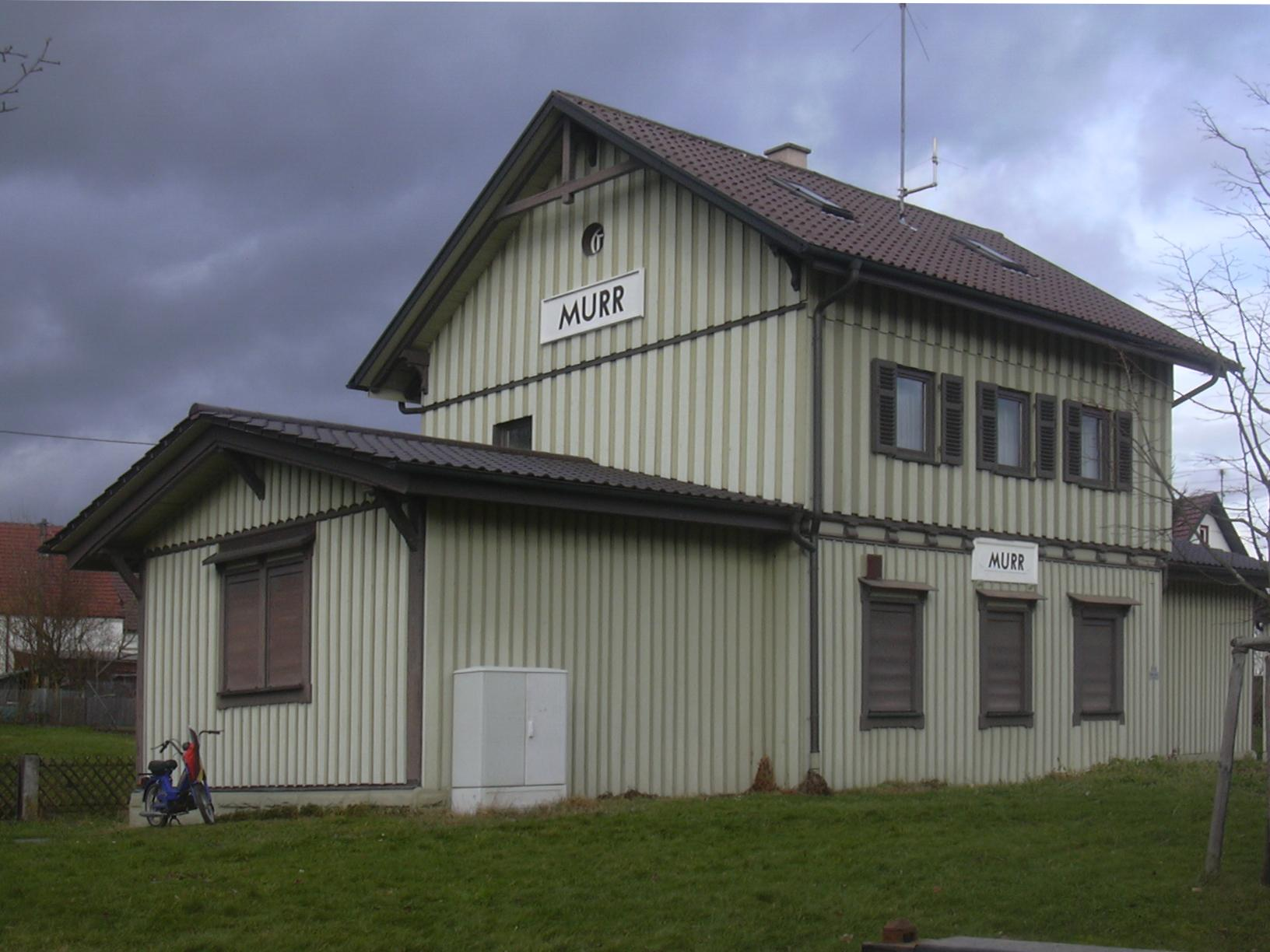
Murr: Typ I, nachträglich aufgestockt

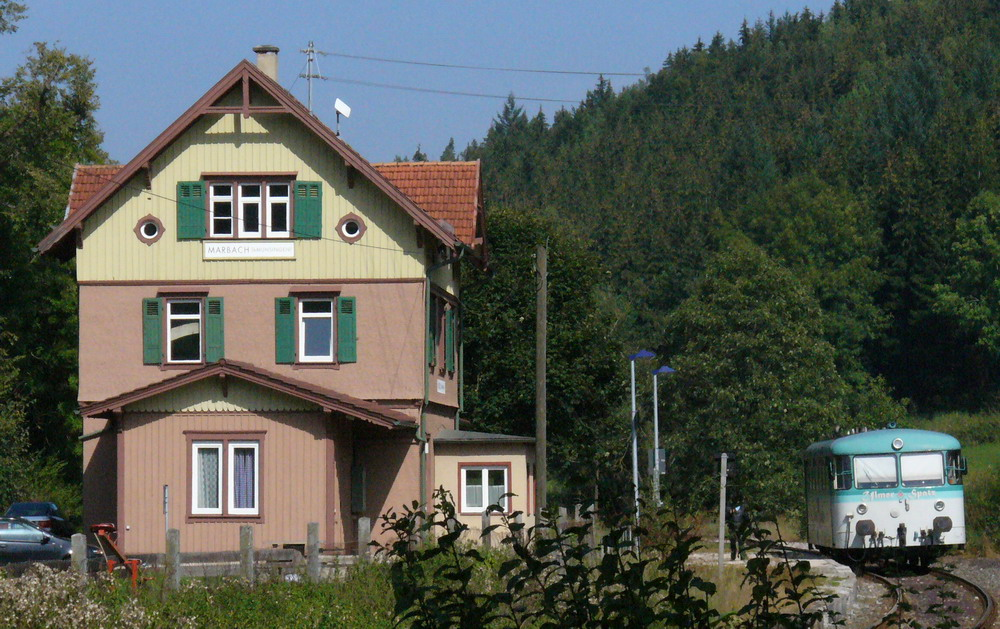
Typ IIIa (in Marbach (b Münsingen))

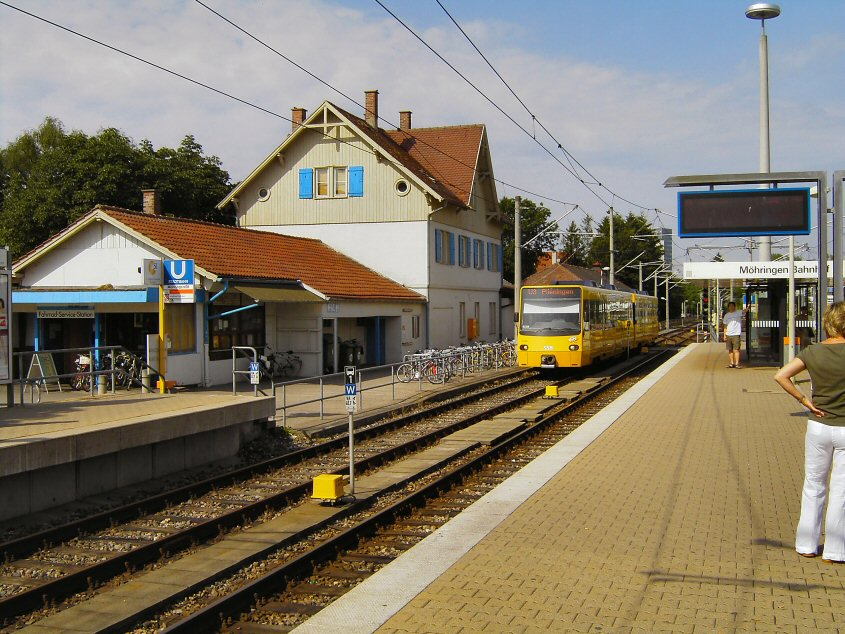
Stuttgart-Möhringen: Typ IIIa

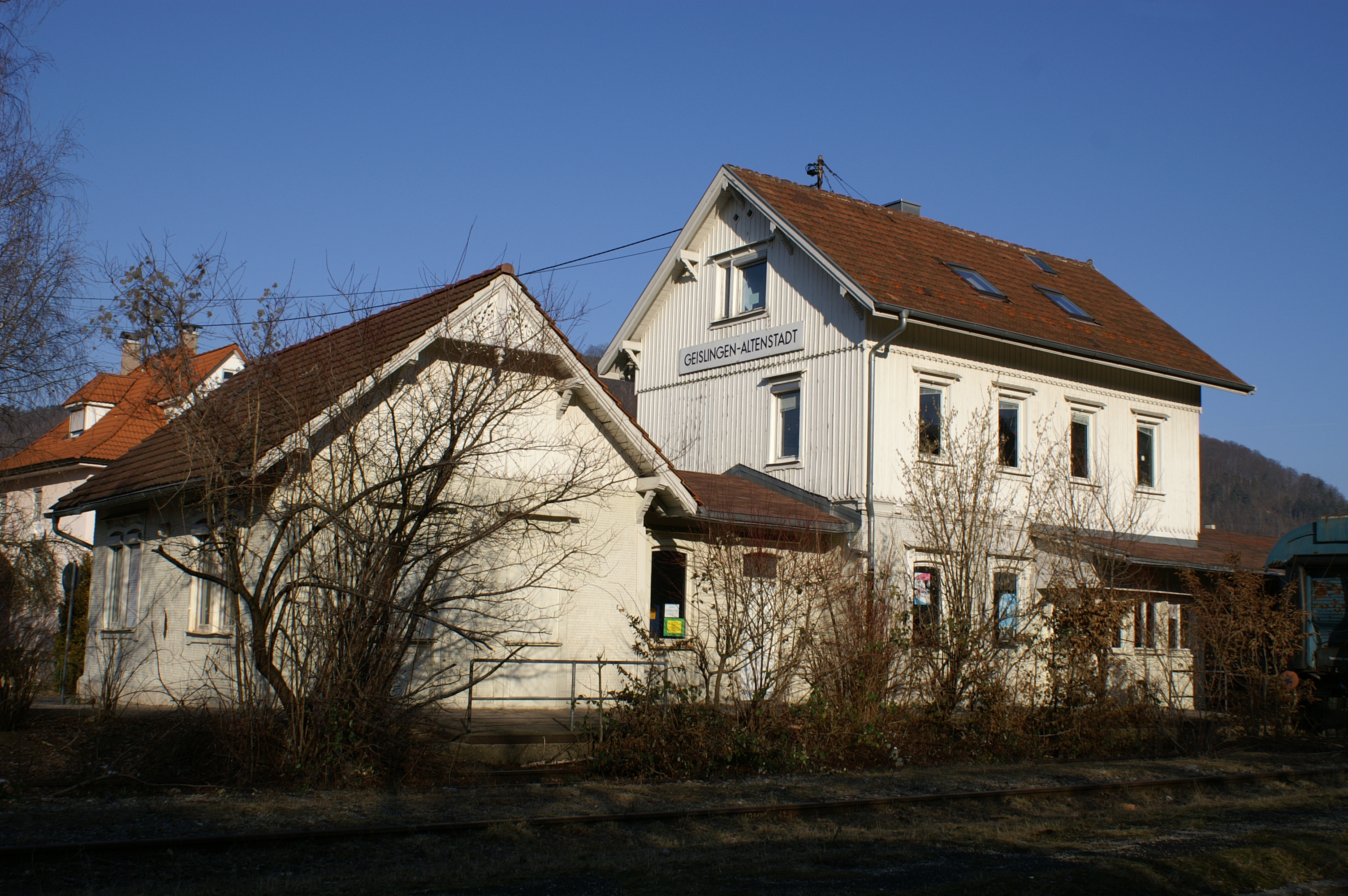
Geislingen-Altenstadt: Typ IIb

Die Liste nennt alle erbauten Einheitsbahnhöfe, sortiert nach Eröffnungsabschnitten der Eisenbahnstrecken.
- Kochertalbahn
  - Waldenburg–Künzelsau (Okt 1892): Kupferzell (IIa), Haag (Württ) (I)
- Reutlingen–Schelklingen
  - Honau–Münsingen (Okt 1893): Engstingen (IIa), Kohlstetten (IIa), Gomadingen (IIa), Marbach (b Münsingen) (IIIa), Münsingen (IIIa, ohne Erker und Bullaugen)
  - Münsingen–Schelklingen (Aug 1900): Mehrstetten (IIa), Hütten (IIa)
- Bottwartalbahn
  - Marbach-Beilstein (Mai 1894): Murr (I, 1923 aufgestockt), Steinheim (Murr) (IIa), Kleinbottwar (I), Großbottwar (IIIa), Hof und Lembach (I), Oberstenfeld (IIa), Beilstein (Württ) (IIIa)
  - Beilstein–Ilsfeld (Nov 1899): Auenstein (IIa), Ilsfeld (IIIa)
  - Ilsfeld–Heilbronn Süd (Dez 1900): Talheim (IIa), Heilbronn-Sontheim (IIIa)
- Zabergäubahn
  - Lauffen–Güglingen (Aug 1896): Meimsheim (IIa), Brackenheim (IIIa), Frauenzimmern–Cleebronn (IIa), Güglingen (IIIa)
  - Güglingen–Leonbronn (Okt 1901): Pfaffenhofen (Württ) (IIa), Zaberfeld (IIa), Leonbronn (IIa)
- Stuttgart-Untertürkheim–Kornwestheim
  - Untertürkheim–Kornwestheim (Okt 1896): Stuttgart-Münster (IIIa)
- Federseebahn
  - Schussenried–Buchau (Okt 1896): Buchau (Württ) (IIIa)
- Stuttgart-Möhringen–Neuhausen auf den Fildern
  - Stuttgart-Möhringen–Neuhausen (Fildern) (Dez 1897), die private Filderbahn-Gesellschaft übernahm den Typ mit kleinen Anpassungen: Stuttgart-Möhringen (IIIa), Echterdingen (IIIa), Bernhausen (IIIa), Neuhausen (Filder) (IIIa)
- Teckbahn
  - Kirchheim–Oberlenningen (Okt 1899): Dettingen (Teck) (IIa), Owen (Teck) (IIIa), Unterlenningen (IIa), Oberlenningen (IIIa)
- Öchsle
  - Warthausen–Ochsenhausen (Nov 1899): Äpfingen (IIa), Maselheim (IIa), Reinstetten (IIa), Ochsenhausen (IIIa)
- Blaufelden–Langenburg
  - Blaufelden–Langenburg (Jan 1900): Raboldshausen (IIa), Gerabronn (IIIa), Ludwigsruhe (IIa), Langenburg (IIIa)
- Murgtalbahn
  - Freudenstadt–Klosterreichenbach (Nov 1901): Freudenstadt Stadt (IIIb), Friedrichstal (IIa, mit Abweichungen), Baiersbronn (IIIa, mit Abweichungen), Klosterreichenbach (IIIb)
- Bahnstrecke Süßen–Weißenstein
  - Süßen–Weißenstein (Dez 1901): Donzdorf (IIIb), Nenningen (IIa), Weißenstein (Württ) (IIIb)
- Geislingen (Steige)–Wiesensteig
  - Geislingen–Wiesensteig (Okt 1903): Geislingen-Altenstadt (IIb), Bad Überkingen (IIb), Hausen (Fils) (IIa), Deggingen (IIb), Bad Ditzenbach (vmtl. IIa), Mühlhausen-Gruibingen (IIa), Wiesensteig (IIIb)
- Wieslauftalbahn
  - Schorndorf–Rudersberg (Nov 1908): Rudersberg (IIb)
  - Rudersberg–Welzheim (Nov 1911): Welzheim (IIIb)

Zusätzlich erhielt der nachträglich erbaute Bahnhof Ebhausen an der Strecke Nagold–Altensteig 1895/96 ein Bahnhofsgebäude vom Typ IIa.